# Jevgenij Malkin
Jevgenij Vladimirovič Malkin (* 31. července 1986, Magnitogorsk, Sovětský svaz) je profesionální ruský hokejový útočník, který se výrazně prosadil v kanadsko-americké NHL. Je trojnásobným držitelem Stanley Cupu s týmem Pittsburgh Penguins. Je šestým nejproduktivnějším Evropanem v dějinách NHL. V říjnu 2019 získal americké občanství.

## Hráčská kariéra

### Klubová kariéra
V roce 2004 byl v draftu NHL vybrán týmem Pittsburgh Penguins na celkově 2. místě. Na začátku kariéry hrál v Rusku za tým Metallurg Magnitogorsk. Jeho odchod v polovině sezony nebyl zrovna od ruského týmu vítán a tak ho nechtěli pustit. Malkin z Ruska "utekl" do NHL. Ve své první sezoně v NHL (2006/07) si připsal 85 bodů a získal Calder Memorial Trophy. Ve druhé sezoně si připsal 106 bodů a skončil těsně na druhém místě kanadského bodování. V playoff se poté dostal se svým týmem až do finále Stanley Cupu. Další sezóna (2008/09) byla pro něj veleúspěšná, nejdříve ovládl kanadské bodování základní části a získal Art Ross Trophy, poté se svým týmem vyhrál Stanley Cup a získal Conn Smythe Trophy pro nejužitečnejšího hráče playoff. V sezóně 2011/12 se zranil kapitán Pittsburgh Penguins Sidney Crosby a největší hvězdou se stal on. Opět vyhrál kanadské bodování a získal Art Ross Trophy, zároveň dostal ceny Hart Memorial Trophy pro nejužitečnějšího hráče v základní části a také Ted Lindsay Award pro nejužitečnějšího hráče základní části voleného samotnými hráči. Další velký úspěch "přišel" v sezóně 2015/16, kdy vyhrál svůj druhý Stanley Cup. O rok později, v sezóně 2016/17 se jeho týmu povedlo Stanley Cup obhájit a zároveň vyhrál kanadské bodování celého playoff.

### Reprezentační kariéra
Rusko reprezentoval na dvou turnajích mistrovství světa do 18 let a třech turnajích mistrovstvích světa hráčů do 20 let. V roce 2006 byl vedle zisku stříbrné medaile jmenován nejlepším útočníkem turnaje. V juniorských kategoriích na světových šampionátech za Rusko získal jednu zlatou, dvě stříbrné a jednu bronzovou medaili. Ze seniorských mistrovství světa (celkem 4 účasti) má dvě bronzové (v letech 2005 a 2007 a jednu stříbrnou medaili (z roku 2010) a zlato (z roku 2012) . Hrál také na ZOH 2006, 2010, 2014

## Úspěchy a ocenění
- Spenglerův pohár - v roce 2005 s Metalurgem Magnitogorsk
- Calder Memorial Trophy - nejlepší nováček NHL v roce 2007
- člen prvního All-Star Týmu NHL v letech 2008 a 2009
- účast v NHL All-Star Game 2008, 2009 a 2011 (V roce 2011 nakonec nenastoupil kvůli zranění)
- Art Ross Trophy pro nejproduktivnějšího hráče základní části v sezóně 2008/2009 a 2011/2012
- Conn Smythe Trophy pro nejužitečnějšího hráče play-off 2009
- zisk Stanley Cupu 2009, finále Stanley Cupu 2008
- člen All Star Týmu MS 2007 a 2010
- Hart Memorial Trophy nejužitečnější hráč podle novinářů v sezóně 2011/2012
- Ted Lindsay Award nejužitečnější hráč podle hráčské asociace 2011/2012

## Rekordy
- vstřelený gól v každém z prvních šesti utkání v nováčkovské sezóně (drží jej společně s Joe Malonem, Newsy Lalondem a Cy Dennenym - všichni v sezóně 1917/1918).
- první ruský hráč, který získal Conn Smythe Trophy (2009).
- 2. ruský hráč, který získal nejrychleji 500 bodů v NHL, stihl je získat za 413 odehraných zápasů. Před ním je jen Alexandr Ovečkin se 373 zápasy.
- Druhý hráč (první ruský), který vyhrál kanadské bodování NHL a MS v jedné sezóně (2011/2012). (prvním byl Wayne Gretzky v sezóně 1981/82)

## Prvenství

### NHL
- Debut – 18. října 2006 (Pittsburgh Penguins proti New Jersey Devils)
- První gól – 18. října 2006 (Pittsburgh Penguins proti New Jersey Devils, kanadskému brankáři Martin Brodeur)
- První asistence – 19. října 2006 (New York Islanders proti Pittsburgh Penguins)
- První hattrick – 3. ledna 2008 (Pittsburgh Penguins proti Toronto Maple Leafs)

### KHL
- Debut – 20. září 2012 (Salavat Julajev Ufa proti Metallurg Magnitogorsk)
- První asistence – 20. září 2012 (Salavat Julajev Ufa proti Metallurg Magnitogorsk)
- První gól – 27. září 2012 (Metallurg Magnitogorsk proti HC Lev Praha, českému brankáři Tomáši Pöpperlovi)
- První hattrick – 19. prosince 2012 (Atlant Moskevská oblast proti Metallurg Magnitogorsk)

## Klubová statistika
| Sezóna      | Klub                   | Soutěž      |       | Základní část | Základní část | Základní část | Základní část | Základní část |    | Play off | Play off | Play off | Play off | Play off |
| Sezóna      | Klub                   | Soutěž      | Z     | G             | A             | B             | TM            | Z             | G  | A        | B        | TM       |          |          |
| 2003–04     | Metallurg Magnitogorsk | RSL         | 34    | 3             | 9             | 12            | 12            | —             | —  | —        | —        | —        |          |          |
| 2004–05     | Metallurg Magnitogorsk | RSL         | 52    | 12            | 20            | 32            | 24            | 5             | 0  | 4        | 4        | 0        |          |          |
| 2005–06     | Metallurg Magnitogorsk | RSL         | 46    | 21            | 26            | 47            | 46            | 11            | 5  | 10       | 15       | 41       |          |          |
| 2006–07     | Pittsburgh Penguins    | NHL         | 78    | 33            | 52            | 85            | 80            | 5             | 0  | 4        | 4        | 8        |          |          |
| 2007–08     | Pittsburgh Penguins    | NHL         | 82    | 47            | 59            | 106           | 78            | 20            | 10 | 12       | 22       | 24       |          |          |
| 2008–09     | Pittsburgh Penguins    | NHL         | 82    | 35            | 78            | 113           | 80            | 24            | 14 | 22       | 36       | 51       |          |          |
| 2009–10     | Pittsburgh Penguins    | NHL         | 67    | 28            | 49            | 77            | 100           | 13            | 5  | 6        | 11       | 6        |          |          |
| 2010–11     | Pittsburgh Penguins    | NHL         | 43    | 15            | 22            | 37            | 18            | —             | —  | —        | —        | —        |          |          |
| 2011–12     | Pittsburgh Penguins    | NHL         | 75    | 50            | 59            | 109           | 70            | 6             | 3  | 5        | 8        | 6        |          |          |
| 2012–13     | Metallurg Magnitogorsk | KHL         | 37    | 23            | 42            | 65            | 58            | —             | —  | —        | —        | —        |          |          |
| 2012–13     | Pittsburgh Penguins    | NHL         | 31    | 9             | 24            | 33            | 36            | 10            | 3  | 11       | 14       | 17       |          |          |
| 2013–14     | Pittsburgh Penguins    | NHL         | 60    | 23            | 49            | 72            | 62            | 13            | 6  | 8        | 14       | 8        |          |          |
| 2014–15     | Pittsburgh Penguins    | NHL         | 69    | 28            | 42            | 70            | 60            | 5             | 0  | 0        | 0        | 0        |          |          |
| 2015–16     | Pittsburgh Penguins    | NHL         | 57    | 27            | 31            | 58            | 65            | 22            | 6  | 12       | 18       | 18       |          |          |
| 2016–17     | Pittsburgh Penguins    | NHL         | 62    | 33            | 39            | 72            | 77            | 25            | 10 | 18       | 28       | 53       |          |          |
| 2017–18     | Pittsburgh Penguins    | NHL         | 78    | 42            | 56            | 98            | 87            | 9             | 4  | 4        | 8        | 16       |          |          |
| 2018–19     | Pittsburgh Penguins    | NHL         | 68    | 21            | 51            | 72            | 89            | 4             | 1  | 2        | 3        | 6        |          |          |
| 2019–20     | Pittsburgh Penguins    | NHL         | 55    | 25            | 49            | 74            | 58            | 4             | 0  | 0        | 1        | 6        |          |          |
| 2020–21     | Pittsburgh Penguins    | NHL         | 33    | 8             | 20            | 28            | 24            | 4             | 1  | 4        | 5        | 8        |          |          |
| 2021–22     | Pittsburgh Penguins    | NHL         | 41    | 20            | 22            | 42            | 24            | 4             | 2  | 1        | 3        | 2        |          |          |
| 2022–23     | Pittsburgh Penguins    | NHL         | 82    | 27            | 56            | 83            | 82            | —             | —  | —        | —        | —        |          |          |
| 2023–24     | Pittsburgh Penguins    | NHL         | 82    | 27            | 40            | 67            | 70            | —             | —  | —        | —        | —        |          |          |
| KHL celkově | KHL celkově            | KHL celkově | 37    | 23            | 42            | 65            | 58            | —             | —  | —        | —        | —        |          |          |
| NHL celkově | NHL celkově            | NHL celkově | 1 145 | 498           | 798           | 1 296         | 1 160         | 177           | 67 | 113      | 180      | 242      |          |          |

## Reprezentace
| Rok               | Tým               | Soutěž            | Z  | G  | A  | B  | TM |
| ----------------- | ----------------- | ----------------- | -- | -- | -- | -- | -- |
| 2003              | Rusko 18          | MS-18             | 6  | 5  | 4  | 9  | 2  |
| 2004              | Rusko 20          | MSJ               | 6  | 1  | 4  | 5  | 0  |
| 2004              | Rusko 18          | MS-18             | 6  | 4  | 4  | 8  | 31 |
| 2005              | Rusko 20          | MSJ               | 6  | 3  | 7  | 10 | 16 |
| 2005              | Rusko             | MS                | 9  | 0  | 4  | 4  | 8  |
| 2006              | Rusko 20          | MSJ               | 6  | 4  | 6  | 10 | 12 |
| 2006              | Rusko             | MS                | 7  | 3  | 6  | 9  | 6  |
| 2006              | Rusko             | OH                | 7  | 2  | 4  | 6  | 31 |
| 2007              | Rusko             | MS                | 9  | 5  | 5  | 10 | 6  |
| 2010              | Rusko             | OH                | 4  | 3  | 3  | 6  | 0  |
| 2010              | Rusko             | MS                | 5  | 5  | 2  | 7  | 10 |
| 2012              | Rusko             | MS                | 10 | 11 | 8  | 19 | 4  |
| 2015              | Rusko             | MS                | 9  | 5  | 5  | 10 | 8  |
| 2016              | Rusko             | SP                | 4  | 1  | 2  | 3  | 2  |
| 2019              | Rusko             | MS                | 10 | 1  | 5  | 6  | 4  |
| Mistrovství světa | Mistrovství světa | Mistrovství světa | 59 | 30 | 35 | 65 | 46 |
| Olympijské hry    | Olympijské hry    | Olympijské hry    | 11 | 5  | 7  | 12 | 31 |
| Světový pohár     | Světový pohár     | Světový pohár     | 4  | 1  | 2  | 3  | 2  |